# Bahnhof Chambrelien

Der Bahnhof Chambrelien (französisch Gare en rebroussement de Chambrelien) ist ein Kopfbahnhof der Schweizerischen Bundesbahnen (SBB) im Kanton Neuenburg. Wegen seiner Anlage als Spitzkehrenbahnhof halten an dieser Stelle alle Züge auf der Strecke von Neuenburg nach La Chaux-de-Fonds an, auch wenn der Verkehr zu der namengebenden Ortschaft Chambrelien unbedeutend ist.

## Geschichte und Anlage

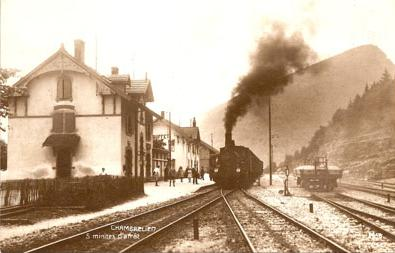
Bahnhof Chambrelien 1917

Der Bahnhof befindet sich auf dem Gebiet der Gemeinde Rochefort. Er liegt als Zwischenbahnhof an Kilometer 10,4 der Bahnstrecke von Neuenburg nach La Chaux-de-Fonds und wurde mit dem ersten Abschnitt dieser Bahnlinie von der Gesellschaft Compagnie du Jura industriel (JI) am 1. Dezember 1859 eröffnet. Seit 1913 ist der Bahnhof im Besitz der SBB, die 1948 neben dem Bahnhofgebäude aus dem 19. Jahrhundert ein neues Aufnahmegebäude und einen Güterschuppen errichteten.

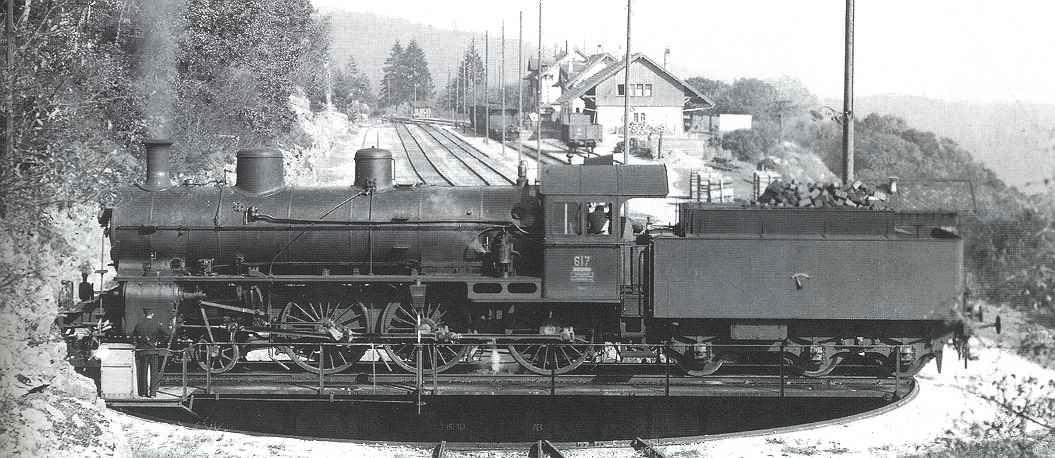
Schlepptender-Dampflokomotive auf der Drehscheibe am südwestlichen Ende der drei Bahnhofsgleise

Die Anlage bildet einen Spitzkehrenbahnhof südöstlich der Ortschaft Chambrelien und ist umgeben von Wald am Jurahang. Vom Bahnhof Neuenburg, 206 Meter tiefer als Chambrelien gelegen, steigt die Strecke an der zunehmend steiler werdenden Bergflanke in westlicher Richtung und passiert zwei kurze Tunnels vor dem Bahnhof Chambrelien. Dieser liegt fast an der Geländekante über der 150 Meter tief eingeschnittenen Schlucht Gorges de l’Areuse. In unmittelbarer Nähe, jedoch 90 Meter tiefer, folgen dem Berghang in der Schlucht die Gleise der Bahnstrecke Neuchâtel–Pontarlier.
Das Gleisfeld des Bahnhofs hat eine Länge von etwa 600 Metern vom Ende des Kopfgleises im Südwesten bis zum Weichenanschluss an die beiden Strecken im Nordosten. Beim Bahnhof führt ein kurzes Gleisstück zu der Verladestelle am Güterschuppen. In der Anfangszeit befand sich am westlichen Ende des Gleises eine Drehscheibe, die es erlaubte, die Dampflokomotiven vor der Weiterfahrt der Züge in die neue Fahrtrichtung zu wenden. Seit der Elektrifizierung der Strecke 1931 ist dieses zeitraubende Rangiermanöver nicht mehr nötig.
Vom Bahnhof aus führt die Bergstrecke, weiterhin stark ansteigend, in nordöstlicher Richtung weiter über Les Geneveys-sur-Coffrane und Les Hauts-Geneveys und durch die Tunnel Les Loges und Mont Sagne zum Bahnhof La Chaux-de-Fonds (991 m ü. M.).
Von Anfang März bis Ende Oktober 2022 war die Bahnstrecke Neuenburg–La Chaux-de-Fonds wegen Bauarbeiten acht Monate unterbrochen.  Bis 2035 soll eine neue direkte Bahnlinie die beiden grossen Städte des Kantons Neuenburg miteinander verbinden und den Richtungswechsel der Züge in Chambrelien überflüssig machen. 2020 starteten die SBB die Planung des Projekts.

## Verkehr
- 66 Bern – Neuchâtel – La Chaux-de-Fonds  (B LS)
- Fehler: Falsche oder ungültige Liniennummer! Fehler: Falsche oder ungültige Liniennummer! Fehler: Falsche oder ungültige Liniennummer!(RegioExpress SBB)

In der Nähe des Bahnhofs befinden sich die Haltestelle Chambrelien der Buslinie 120 der Transports Publics Neuchâtelois von Neuenburg nach Rochefort sowie ein SBB-P+R-Parkplatz.